# Rainerbach (Kainach)
Der Rainerbach ist ein rund 2,2 Kilometer langer, linker Nebenfluss der Kainach in der Steiermark.

## Verlauf
Der Rainerbach entsteht im östlichen Teil der Gemeinde Kainach bei Voitsberg, im nordöstlichen Teil der Katastralgemeinde Kohlschwarz, zwischen dem Reinprechtskogel im Norden und dem Kohlschwarzkogel im Südwesten, südöstlich des Hofes Fürstaller und nördlich des Hofes Wilhelm. Er fließt zuerst in einem flachen Linksbogen, danach in einem Rechtsbogen und anschließend relativ geradlinig insgesamt nach Westen. Im Osten der Katastralgemeinde Kainach mündet er im östlichen Teil des Hauptortes Kainach bei Voitsberg direkt westlich der L341 in die Kainach, die danach etwas nach rechts abbiegt. Auf seinem Lauf nimmt der Rainerbach von links vier sowie von rechts neun unbenannte Wasserläufe auf.

## Hochwasserereignisse
Durch ein schweres Gewitter mit Hagel am 24. Juli 2016 trat der Rainerbach sowie einige andere Bäche in der Nähe über seine Ufer und verursachte teilweise schwere Schäden an der umliegenden Infrastruktur, wie etwa Straßen.